# Dobra (Hunedoara)
Dobra es una comuna ubicada en el distrito de Hunedoara, Rumania.

## Superficie
Cuenta con una superficie de 138,2 kilómetros cuadrados.

## Demografía
Hasta 2021 la población era de 3203 habitantes, con una densidad de población de 23,18 habitantes por kilómetro cuadrado.